# Decrespignyita-(Y)
La decrespignyita-(Y) és un mineral de la classe dels carbonats. Rep el seu nom en honor de Robert James Champion de Crespigny (1950-), cap de la Normandy Mining Ltd. i del Museu d'Austràlia Meridional, per les seves contribucions a l'educació australiana.

## Característiques
La decrespignyita-(Y) és un carbonat de fórmula química Y₄Cu(CO₃)₄Cl(OH)₅(H₂O)₂. Cristal·litza en el sistema monoclínic. Es troba en forma de crostes de color blau, revestint i farcint fines fissures. Les crostes i els agregats esferulítics es componen de petits cristalls pseudohexagonals, rars, sent les plaquetes sovint corbes. La seva duresa a l'escala de Mohs és 4.
Segons la classificació de Nickel-Strunz, la decrespignyita-(Y) pertany a «05.CC - Carbonats sense anions addicionals, amb H₂O, amb elements de terres rares (REE)» juntament amb els següents minerals: donnayita-(Y), ewaldita, mckelveyita-(Y), weloganita, tengerita-(Y), kimuraïta-(Y), lokkaïta-(Y), shomiokita-(Y), calkinsita-(Ce), lantanita-(Ce), lantanita-(La), lantanita-(Nd), adamsita-(Y), galgenbergita-(Ce).

## Formació i jaciments
És un mineral secundari poc freqüent a la zona oxidada d'un dipòsit de coure, a prop de sediments de terres rares. Sol trobar-se associada a altres minerals com: caysichita-(Y), donnayita-(Y), kamphaugita-(Y), malaquita, nontronita, calcita, guix i limonita. Va ser descoberta a la mina de coure de Paratoo, a Yunta, a la província d'Olary (Austràlia Meridional, Austràlia), l'únic indret on se n'ha trobat.